# 무라카미 가게치카

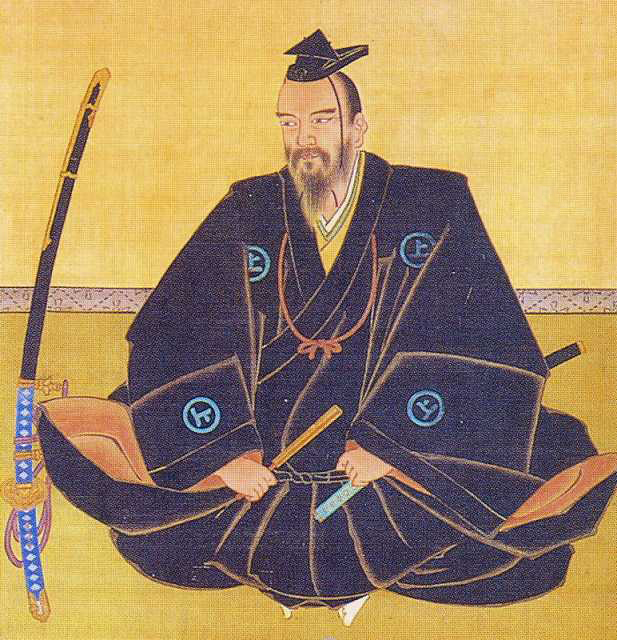
무라카미 가게치카

무라카미 가게치카(일본어: 村上 景親, 1558년 ~ 1610년 3월 4일)는 센고쿠 시대부터 에도 시대 초기까지의 무장. 고바야카와 씨·모리씨의 가신. 아버지는 무라카미 다케요시(村上武吉), 어머니는 무라카미 미치야스(村上通康, 도쿠이 미치유키, 구루시마 미치후사 형제의 아버지)의 딸. 형은 무라카미 모토요시(村上元吉). 정실은 히라오카 후사자네(平岡房実, 平岡房實)의 딸. 후실은 임진왜란시기 포로로 잡은 양갓집 규슈. 아들은 요절한 하치스케(八助)와 무라카미 모토노부(村上元信). 딸은 무라카미 모토타케(村上元武)와 시시도 가게요시(宍戸景好)의 아내이다. 통칭은 사부로효에노죠(三郎兵衛尉), 겐파치로(源八郎).

## 같이 보기
- 무라카미 수군
- 해적
- 모리 수군
- 무라카미씨
- 무라카미 수군 박물관